# Parkurové skákání

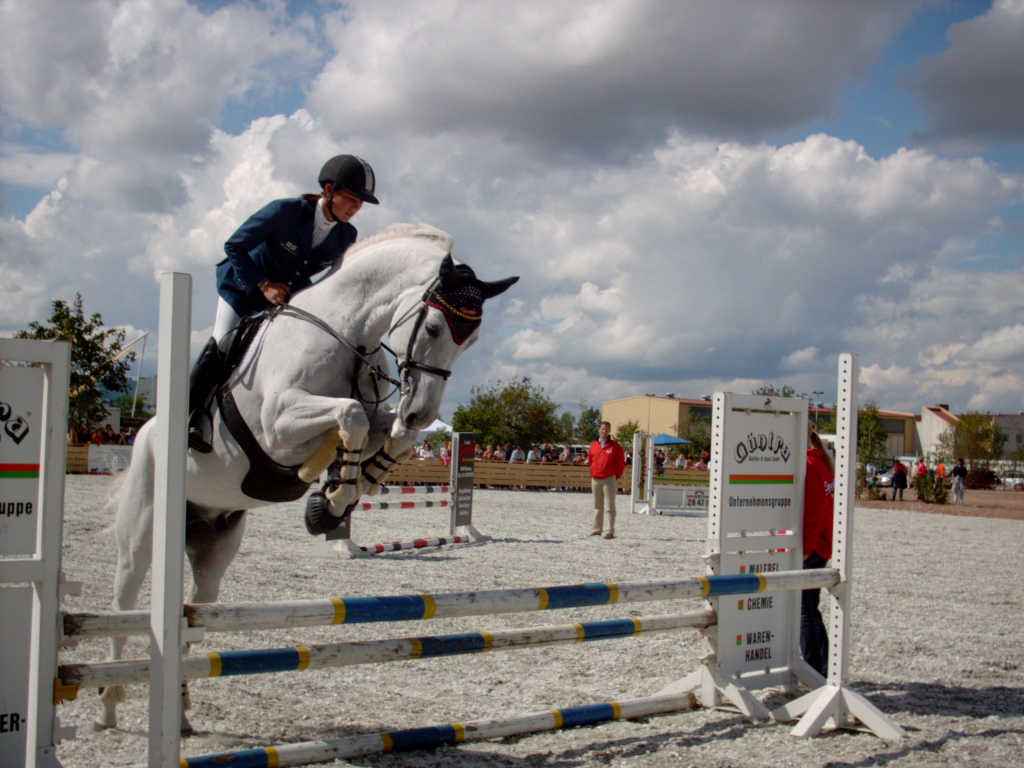
Přeskok přes dvojbradlí

Parkurové skákání je jezdecký sport, ve kterém se jezdec na koni snaží buďto v co nejkratším čase a s co nejmenším počtem chyb projet trasu s překážkami, nebo se trefit do časového limitu, či hodnocení na styl. Za svůj vznik vděčí nejvíce důstojníkům britské kavalerie, kteří skoky přes různé překážky považovali za vynikající trénink jak jezdce, tak i koně. Parkur má úzkou souvislost s drezurou, kůň musí být velice dobře přiježděn a musí důvěřovat jezdci. Na olympijských hrách se poprvé parkur objevil v roce 1900 v Paříži. Do roku 1945 byl parkur téměř výhradně vojenským sportem a některých závodů se směli účastnit pouze armádní jezdci. Od roku 1974 závodí muži společně se ženami.

## Soutěžní kategorie (stupně obtížnosti)
V parkuru existuje několik stupňů obtížnosti od nejlehčího ZZ po nejtěžší T***. Každý stupeň má danou výšku překážek, přes které kůň skáče, určená je i maximální délka a počet skoků a kombinací, předepsané je i tempo. V tomto stupni může být překážka nanejvýš o 10 cm vyšší než je požadovaná výška stupně obtížnosti. Velmi často se v parkuru přistupuje k rozeskakování – pokud víc soutěžních dvojic dokončí parkur bez chyby (a podle propozic soutěže nerozhoduje čas), tyto dvojice se zúčastní ještě jednoho parkuru, který je většinou kratší a o něco obtížnější. Parkurové skákání je také součástí military (všestrannosti).
Nelze zapomenout na poníky, kteří se řadí do tří skupin S do 125cm A do 135cm B do 148, i tento druh koně má svůj vlastní počet překážek a vše je uspořádáno s ohledem na jeho výšku.
| označení | popis          | výška v cm |
| -------- | -------------- | ---------- |
| ZZ       | malé           | 80         |
| ZM       | základní malé  | 90         |
| Z        | základní       | 100        |
| ZL       | základní lehké | 110        |
| L*       | lehké          | 115        |
| L**      | lehké          | 120        |
| S*       | střední        | 125        |
| S**      | střední        | 130        |
| ST*      | středně těžké  | 135        |
| ST**     | středně těžké  | 140        |
| T*       | těžké          | 145        |
| T**      | velmi těžké    | 150        |
| T***     | velmi těžké    | 155        |

OZNAČENÍ PONY S,  PONY A , PONY B
```
ZP       50        60       70
ZLP      60        70       80
LP       70        80       90
SP       80        90      100
STP      90       100      110
TP      100       110      120
```

## Vybavení jezdce a koně
Při parkurových soutěžích je předepsána výstroj nejen jezdce, ale i koně.
| Výstroj jezdce | Výstroj koně |
| --- | --- |
| Jezdecká helma s tříbodovým úchytem a povinná ochranná vesta pro jezdce do věku 16 let, pak už je na jezdci zda jí bude používat i ve starším věku, nyní musí mít helma označení VG1 nebo VG01 | skokové sedlo (na rozdíl od všestranného sedla má méně hluboké posedlí, nižší zadní rozsochu, výraznější kolenní opěrky a bočnice tvarované více dopředu) |
| jezdecké sako (černé, tmavě modré nebo tmavě zelené, červené) | třmeny – dobré jsou s šikmým třmenovým můstkem, nebo tzv. bezpečnostní (pokud se jezdci při pádu zachytí noha, třmen vypadne z úchytu)                    |
| jezdecká košile s bílou vázankou | podbřišník – při vyšších stupních je vhodný tzv. okopávací kryt (kopátko), který zabrání, aby se kůň při skoku kopl do břicha                             |
| rajtky (bílé, ale ženy mohou mít i béžové) | Kamaše – nejsou nutné, ale doporučují se aby se kůň při skoku nebo opracování nezranil                                                                    |
| jezdecký bičík (maximálně 75 cm dlouhý) | Uzdečka + udidlo a otěže – nutná část výstroje, působí na voditelnost koně, bez uzdečky není povoleno startovat.                                          |
| Vysoké kožené jezdecké boty, nebo chapsy předepsané na závody | |

| Zakázaná výstroj                                                                             |
| -------------------------------------------------------------------------------------------- |
| cokoliv, co by koni bránilo ve vidění (výjimkou je čabraka, chránící uši koně před mouchami) |
| pomocné otěže (průvlečky, vyvazovací otěže aj.)                                              |

## Penalizace
Skokové soutěže jsou zpravidla rozhodovány podle dvou stupnic a to podle stupnice A a podle stupnice C.
| Prohřešek                   | trestné body – stupnice A             | trestné sekundy – stupnice C |
| --------------------------- | ------------------------------------- | ---------------------------- |
| 1. neposlušnost             | 4                                     | žádné                        |
| 2. neposlušnost             | 4                                     | žádné                        |
| 3. neposlušnost             | vyloučení                             |                              |
| shození překážky            | 4                                     |                              |
| skok mimo pořadí            | vyloučení                             |                              |
| pád koně, jezdce či obou    | vyloučení                             | vyloučení                    |
| překročení stanoveného času | 1 za každou čtvrtou započatou sekundu | čas není stanoven            |
| překročení přípustného času | vyloučení                             | 120/180/vyloučení            |

## Druhy soutěží
- Normální soutěž – Parkur má určený kurz, který vyhrává dvojice, která buď zajede bez chyby anebo má nejlepší čas (záleží na pořadateli).
- Dvoufázové skákání – Parkur se skládá ze dvou částí, pokud dvojice překoná první část bez chyby, hned pokračuje druhou částí. Vítězí dvojice, která projela obě fáze a nasbírala nejnižší počet trestných bodů.
- Honební skákání – Soutěž hodnocená podle tabulky C (chyby se přepočítají na trestné sekundy).
- Soutěž do první chyby – Soutěž končí první chybou dvojice.
- Volba dráhy – Jezdec sám určuje, v jakém pořadí bude překážky skákat, musí překonat všechny a ve správném směru.
- Skok mohutnosti – skáče se pouze jedna překážka, která se neustále zvyšuje. Vítězí dvojice, která překoná nejvyšší skok.

Kromě uvedených soutěží se dělí ještě soutěže na OM – Oblastní mistrovství, MČR – Mistrovství ČR, Amateur Jump Tour – Seriál soutěží.

## Překážky

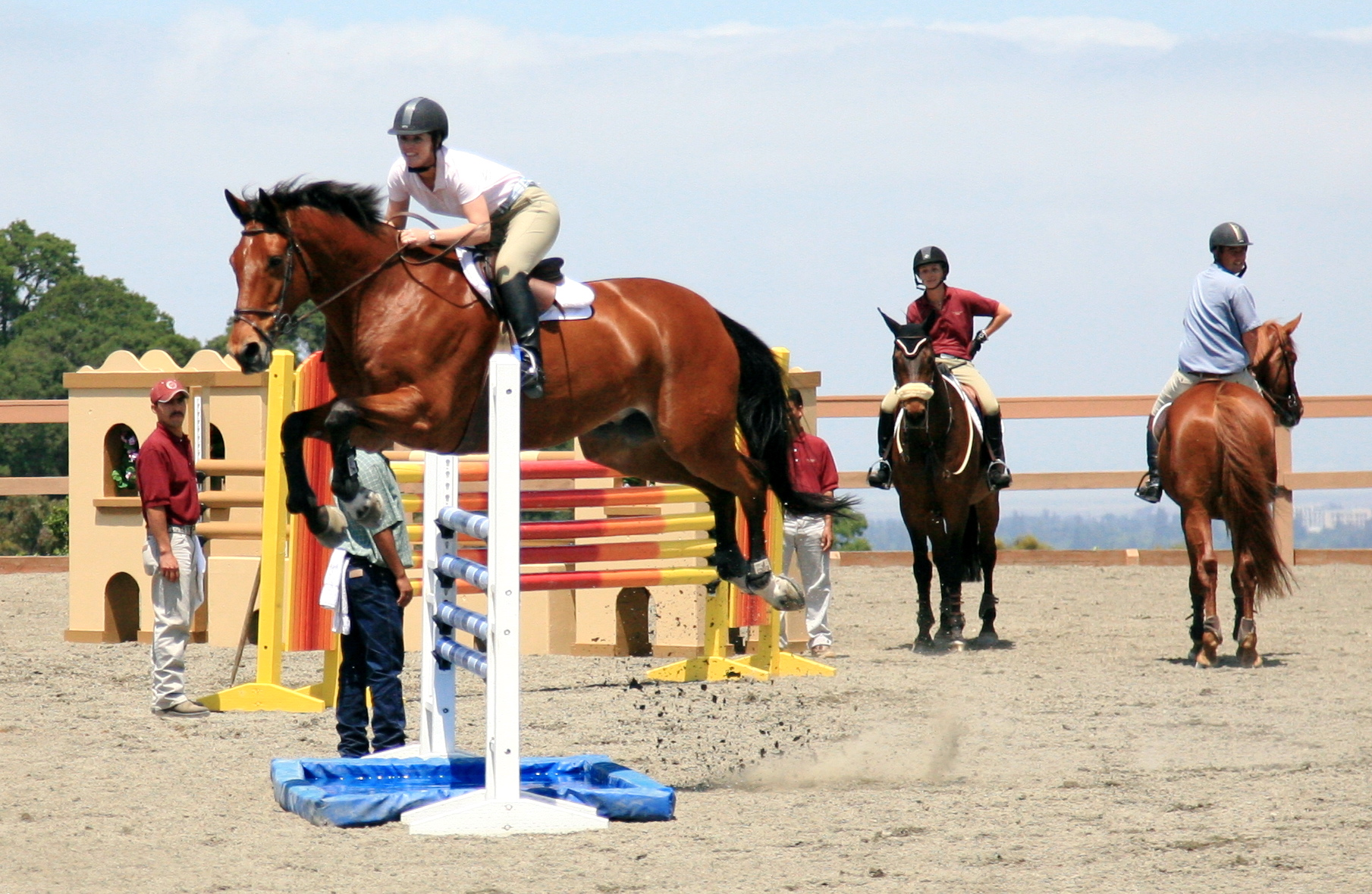
Kůň překonává kolmý skok

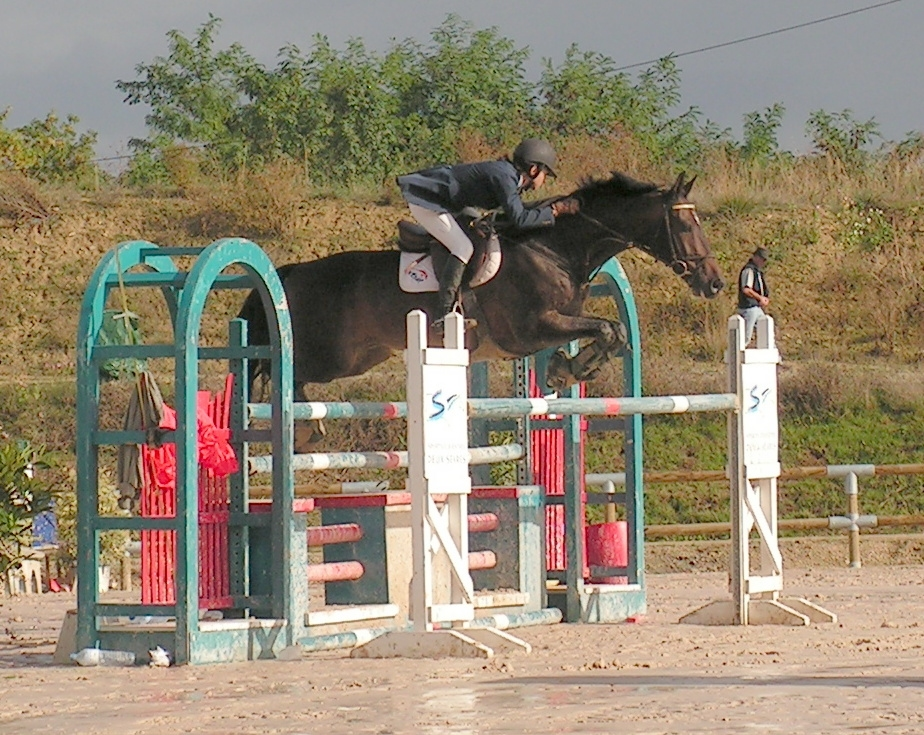
Oxer

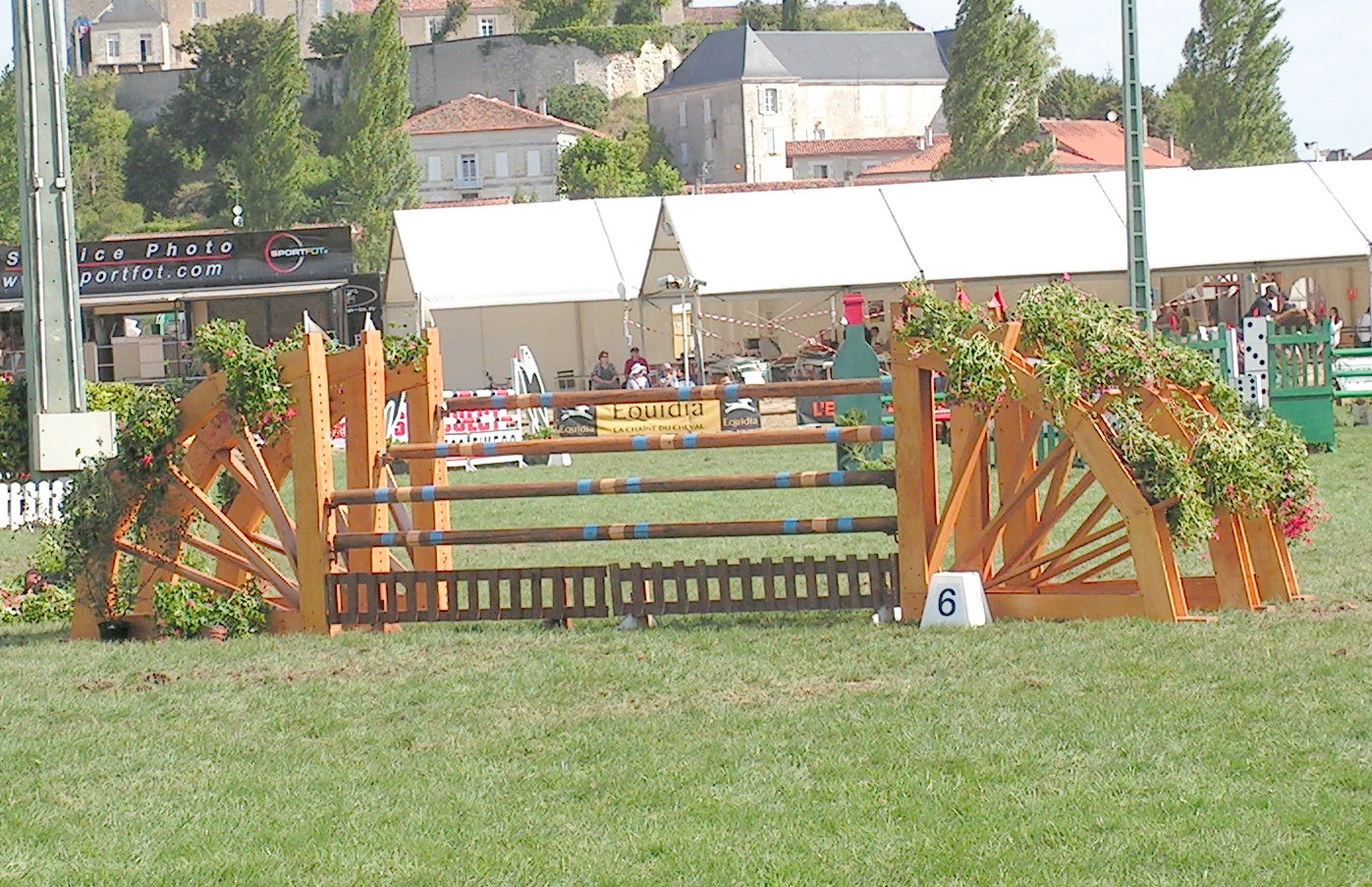
Trojbradlí (triplebar)

Téměř všechny parkurové překážky mají shoditelnou část, její pád se trestá. Každá překážka se musí skákat ve stanoveném směru – vlevo je umístěn bílý praporek, vpravo červený.
Překážky se dělí na výškové (kolmý skok), šířkově (vodní příkop) a výško-šířkové (oxer). Druhy překážek jsou například:
- křížek – malý skok přes zkřížená břevna
- kolmý skok – výškový skok na šířku jedné bariery (břevna). Pro lepší viditelnost může být vyplněn dalšími barierami vodorovně nebo diagonálně případně deskou. Nejobtížnějším skokem je kolmý skok bez výplně pouze s horní barierou, tzv. okno
- vodní příkop
- oxer – skládá se z několika břeven nad sebou, v určité vzdálenosti (ta odpovídá šířce překážky) za nimi je zpravidla jedno další břevno. Zadní břevno musí být ve stejné výšce jako nejvyšší přední. Oproti tomu dvojbradlí má zadní břevno výš, než přední
- trojbradlí (triplebar) – skládá se z jednoho nebo několika břeven nad sebou, přičemž každé další břevno musí být výš než to před ním, jde o nejlehčí překážku
- zeď
- In-out – překážka, mezi níž není ani jeden cvalový skok. Zvyšuje pružnost jezdce.

Zrcadlové skákání: dva páry (kůň + jezdec) skáčou na parkuru současně stejné překážky.

## Někteří známí čeští jezdci
- Jiří Skřivan (* 1967)
- Aleš Opatrný (* 1981)
- Zuzana Zelinková (* 1982)
- Barbora Tomanová (* 1992)
- Anna Kellnerová (* 1996)